# Teodorico I de Wettin
Teodorico I (916 - 976), em alemão Dietrich I, também conhecido como Thierry I de Liesgau, é considerado o membro mais antigo da Casa de Wettin. Nos registros genealógicos apresenta-se como o progenitor de duques, eleitores e reis da Saxônia, os grão-duques de Saxe-Weimar e Eisenach e os duques de vários ducados saxões da Turíngia e de vários monarcas atuais, incluindo a Rainha Elizabeth II do Reino Unido, o rei Filipe da Bélgica, o último Tsar Simeão II da Bulgária, bem como o último rei de Portugal, Manuel II.
Quase nada é conhecido sobre a vida de Teodorico, nem mesmo o ano de sua morte está claro. Acredita-se que ele foi morto em batalha com os húngaros em 976. Ele teve dois filhos:
- Dedo I, Conde de Wettin (morreu 1009)
- Frederick I, Conde de Eilenburg (morreu 1017), que não teve filhos

Por causa da importância de Teodorico para os registros genealógicos da realeza européia, há muita especulação sobre sua ascendência. Três possíveis pais foram identificados para ele, mas não há provas conclusivas para nenhum deles:
- Dedo I, Conde no Hassegau (morreu em 957), descendente de Burchard, Duque da Turíngia
- Burchard III, duque de suabia (morreu em 926)
- Volkmar I, Conde de Harzgau